# Anne-Marie Gepts
Anne-Marie Gepts (1957) est une magistrate belge.
Elle est la première présidente du Conseil des procureurs du Roi.

## Biographie

### Formation
Anne-Marie Gepts obtient une licence en droit et en criminologie à la Vrije Universiteit Brussel,. 

### Carrière juridique
Anne-Marie Gepts commence sa carrière comme avocat stagiaire à Anvers en 1979 et rejoint le parquet d'Anvers en 1983. Elle travaille en particulier sur les questions de droit de l'environnement et la criminalité financière.
En 2008, elle devient procureure de Malinesdans l'ancien arrondissement judiciaire de Malines. Elle partage les dossiers avec le procureur de l'arrondissement judiciaire de Turnhout dans un contexte de coopération et de moyens limités. Elle lance un appel pour davantage de personnel administratif dans De Standaard.
Lors de la fusion des arrondissements judiciaires d'Anvers, Turnhout et Malines en 2014, elle devient procureure du Roi de l'arrondissement judiciaire d'Anvers. La nomination est faite par le comité de nomination et de désignation du Conseil supérieur de la justice. En 2017, elle dirige 85 magistrats, épaulée par 200 personnels administratifs. Elle est remplacée par Franky De Keyzer en 2019.
En 2015, Anne-Marie Gepts est membre du Conseil fédéral de la police pour un mandat de quatre ans et y remplace Rosette Vandenborne,.